# Розенталс, Янис
Я́нис Ро́зенталс (латыш. Janis Rozentāls; 6 [18] марта 1866 — 13 [26] декабря 1916, Хельсинки) — один из первых профессиональных латышских художников, был в числе создателей латышской национальной школы живописи.

## Биография
Родился 6 (18) марта 1866 года в Салдусской волости Гольдингенского уезда Курляндской губернии в семье кузнеца Микелиса Розенталя.
Учился в Рижской школе Немецкого общества ремесленников. Окончил Высшее художественное училище при Императорской Академии художеств в Санкт-Петербурге, с дипломной работой «Из церкви» (под руководством В. Е. Маковского, 1896).
Был педагогом в художественной школе В. Блума (1905—1906), Рижском городском художественном училище (1906—1913), руководил частной художественной студией (1906—1910), художественными отделами журналов «Vērotājs» (1903—1905) и «Druva» (1912—1914). С 1894 года принимал участие в выставках. Был членом петербургского кружка латышских художников «Рукис» («Rūķis»).

## Семья
Поворот в жизни художника произошёл в ноябре 1902 года, когда в Риге он познакомился с финской певицей Элли Форсселл (фин. Elli Forssell; 26.10.1871—26.6.1943), которая стала его музой и женой. 5 марта 1903 года они поженились в Хельсинки, жили в Риге, на нескольких квартирах, в том числе в квартире-студии на улице Альберта.

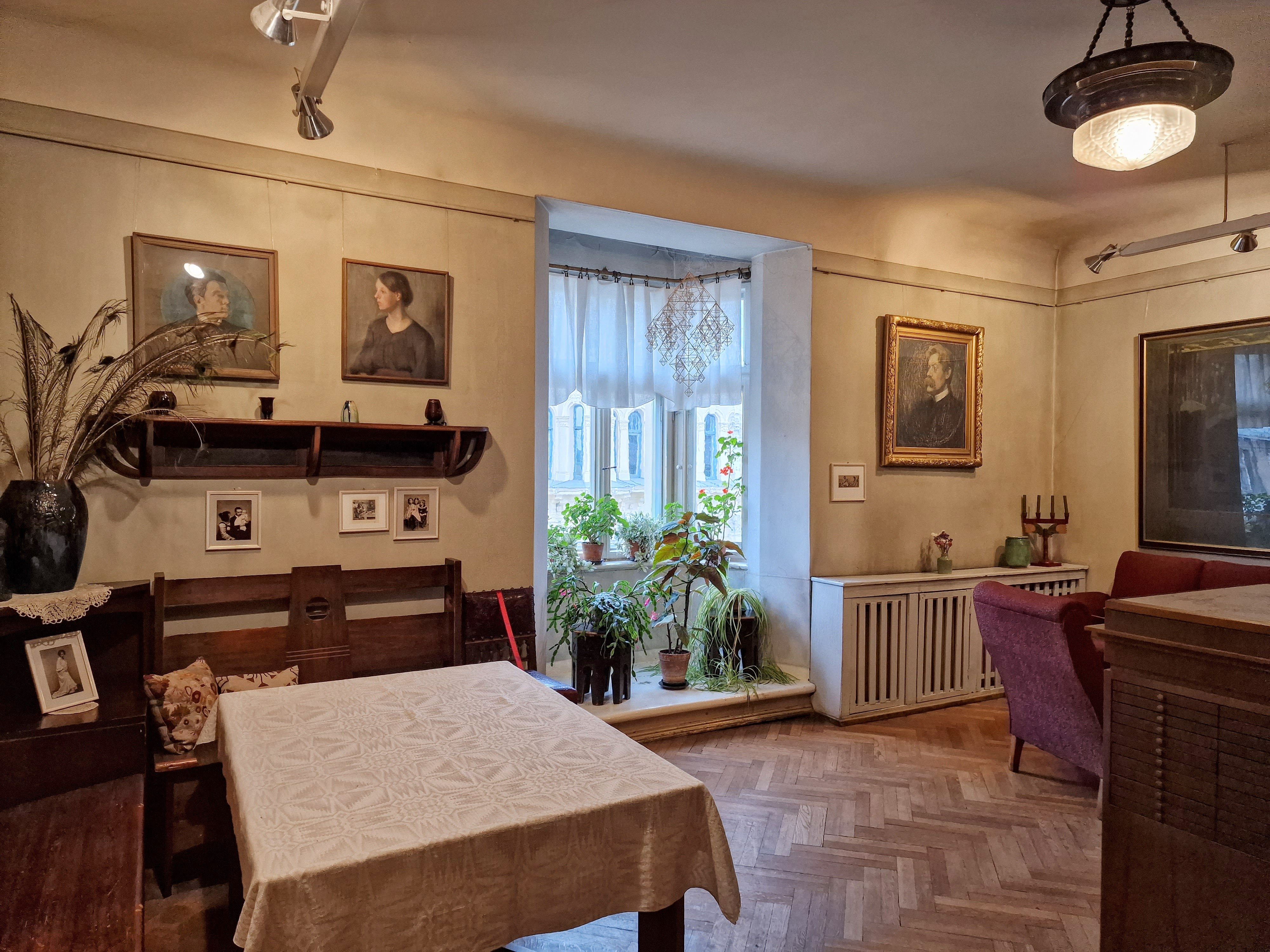
Kвартирa-студия на улице Альберта

В семье было трое детей — Лейла (латыш. Laila Gedde, 1903—1977), Ирья (латыш. Irja Ausma, 1906—1984) и Микелис (латыш. Maris Miķelis, 1907—1952). Известная в нескольких вариантах картина Розенталса «Мать и дитя» выполненная в манере христианской иконографии изображает его жену, Элли Розенталь, кормящую ребёнка.

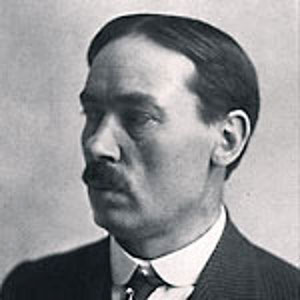
Янис Розенталс

Первая мировая война прервала их жизнь в Риге и в 1915 году они переехали в Финляндию.
Умер Янис Розенталс 13 (26) декабря 1916 года после тяжёлой болезни (от инсульта) в Хельсинки.
В 1920 году прах художника был перезахоронен на рижском Лесном кладбище.

## Память

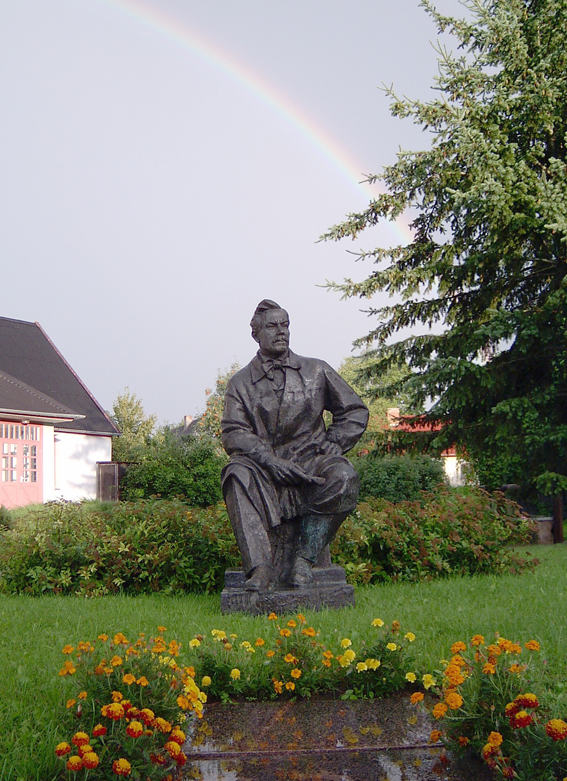
Памятник художнику в Салдусе.

В 1946 году Рижской художественной средней школе было присвоено имя Яниса Розенталя (сегодня - Художественная школа имени Яниса Розенталя).
В мастерской художника, располагавшейся в доме архитектора Константина Пекшена на ул. Альберта, 12 (где Розенталс, предположительно, расписал потолок над винтовой лестницей подъезда), которую он делил со своим другом — писателем Рудольфом Блауманисом, ныне находится мемориальный музей.
В 2015 году 150-летие Яниса Розенталя было включено в календарь ЮНЕСКО на 2016-2017 год. 2016 год  в Латвии был объявлен годом Яниса Розенталя.
В 2016 году прошла выставка в Латвийском Национальном художественном музее, крупнейшая, посвящённая творчеству художника, на ней были представлены не только его картины, но и выставлены фотографии, сделанные им для этих картин.
У здания Латвийского Национального художественного музея в 1936 году был открыт памятник Янису Розенталсу работы скульптора Буркарда Дзениса.

## Творчество
Янис Розенталс работал в широком творческом диапазоне. Помимо живописи (пейзаж, портрет, жанровая композиция) и графики — серия портретов писателей и художников (ок. 1907), цикл рисунков выполненных на острове Капри (1912), автор мозаичного панно на фасаде дома Рижского латышского общества, алтарной росписи Новой церкви Гертруды и картины «Иисус на кресте» в ризнице лютеранской Церкви Святого Иоанна Крестителя, книжных и журнальных иллюстраций. Публиковал материалы по истории искусства и критические статьи.
В постоянной экспозиции Латвийского Национального художественного музея находятся следующие картины художника: «Автопортрет» (1900), «Портрет П. Федера» (1901), «У стола» (ок. 1900), «Из церкви» (1894), «Ликующие дети», «В мастерской художника», «Женщина в белом», «Парижское кафе» (1908), «Аркадия» (1910), «Стрелец» (1914), «Принцесса и обезьяна» (1913, в трёх близких друг другу версиях; наиболее известное и значимое с художественной точки зрения полотно художника), «Ранняя весна в Курземе» (1909), «Портрет Малвины Вигнере-Гринберге» (1916).
Ярким явлением в творчестве художника стала картина «Ликующие дети» (1901).

## Галерея

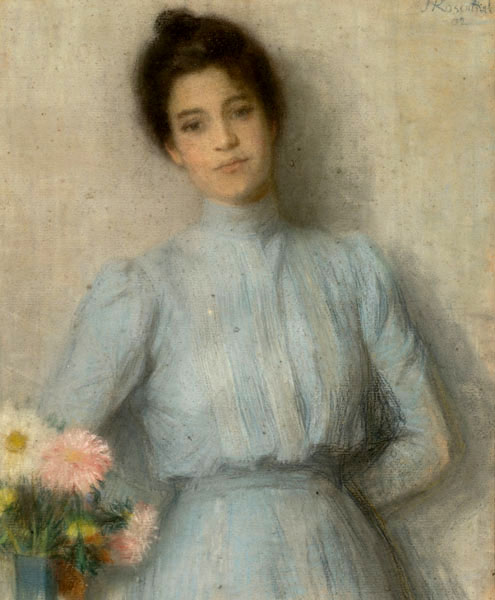
Портрет
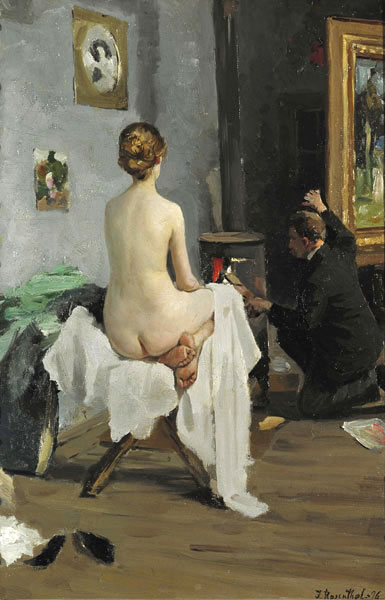
В мастерской художника
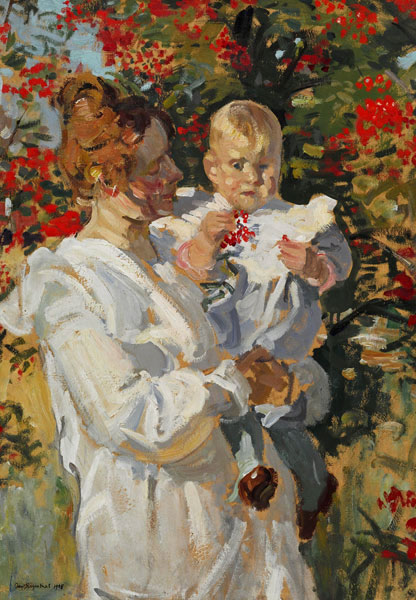
Ягодный
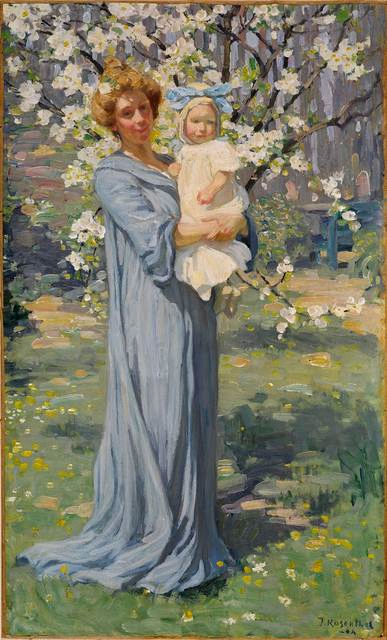
Под вишневым деревом
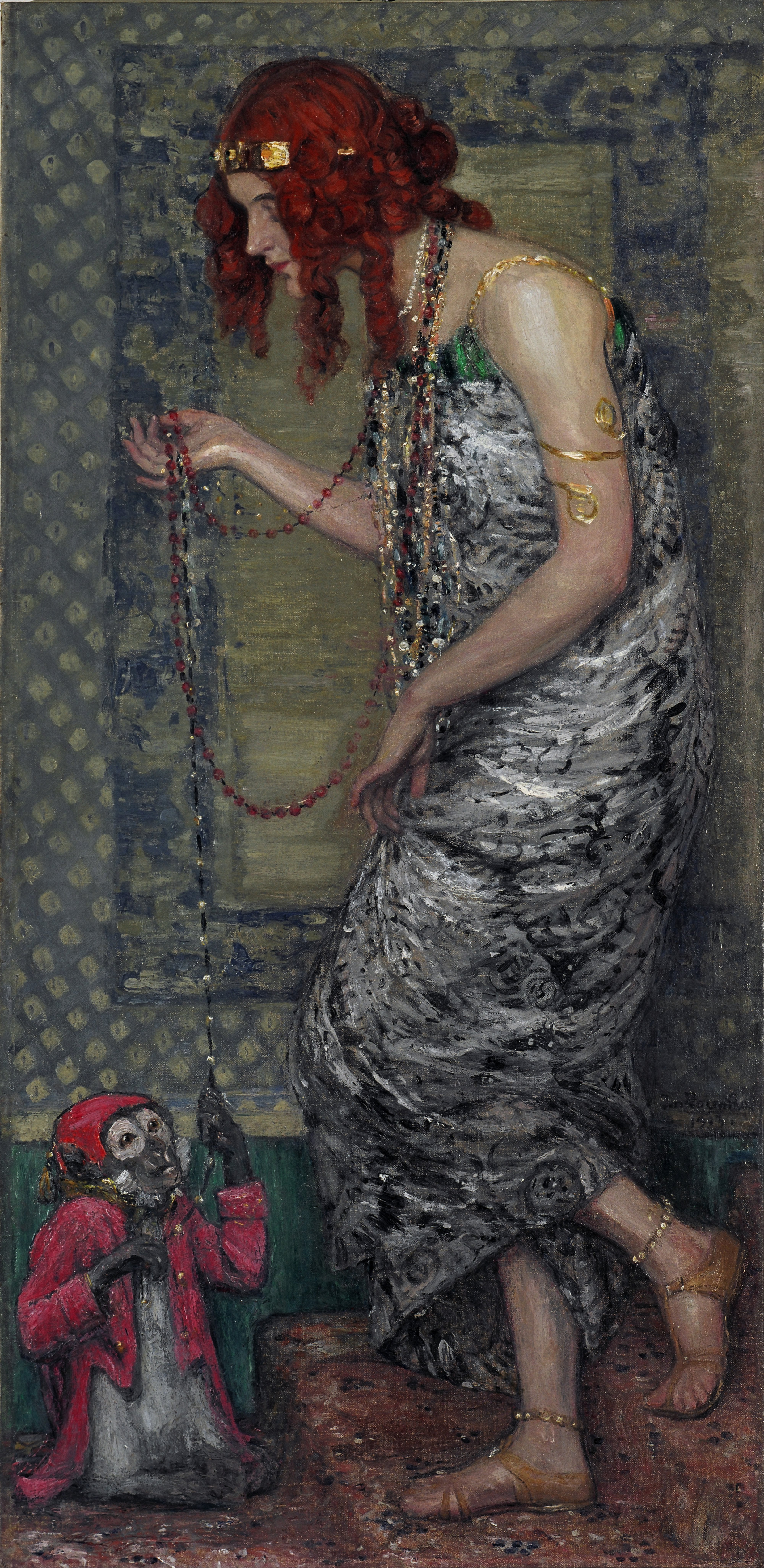
Принцесса и обезьяна, 1913
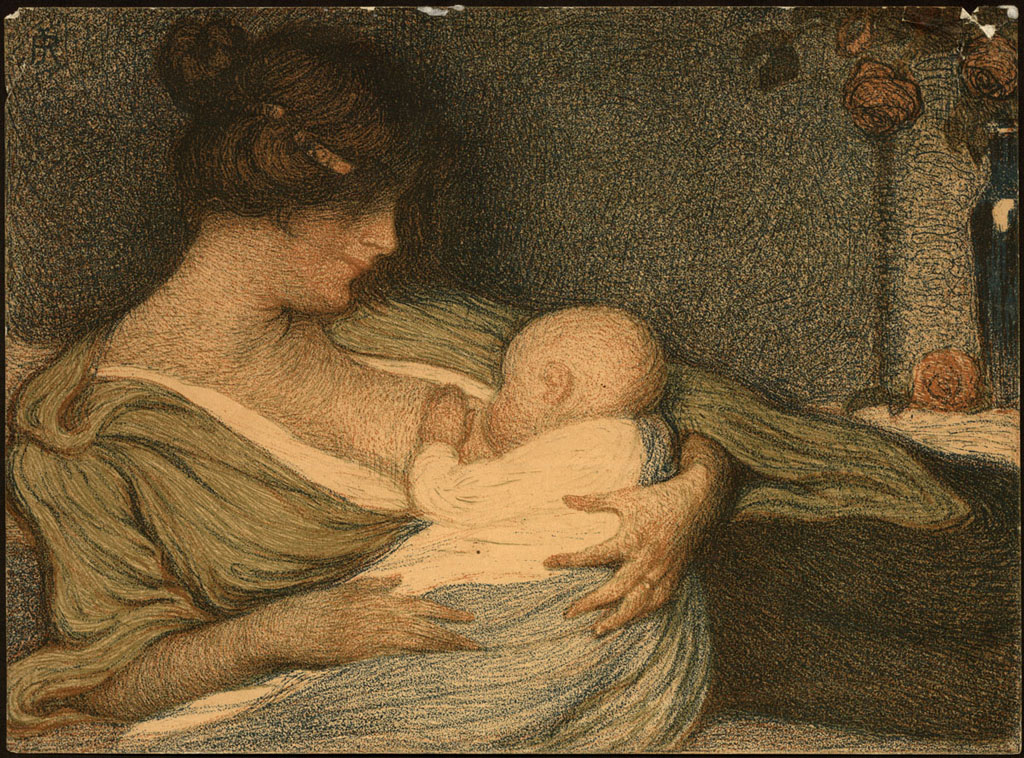
Мать и дитя
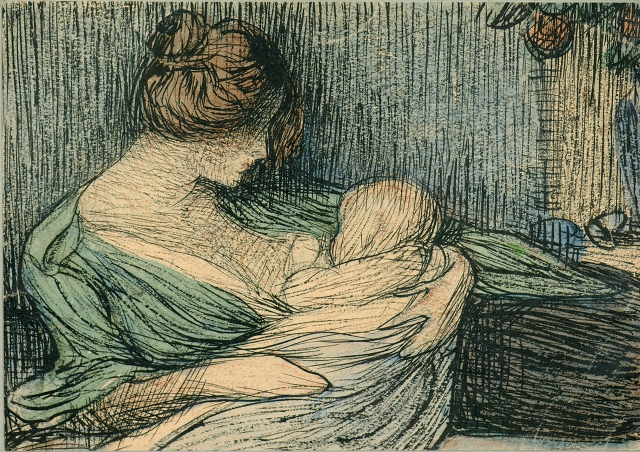
Мать и ребёнок (исследование в краске и темпера)
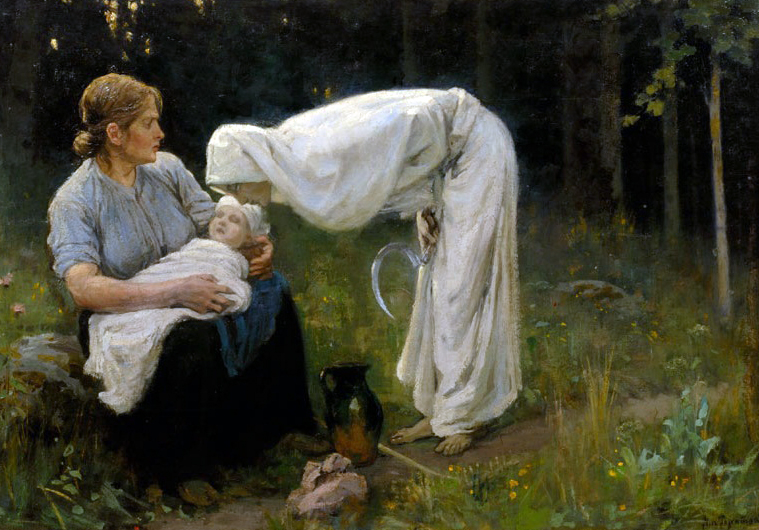
Смерть
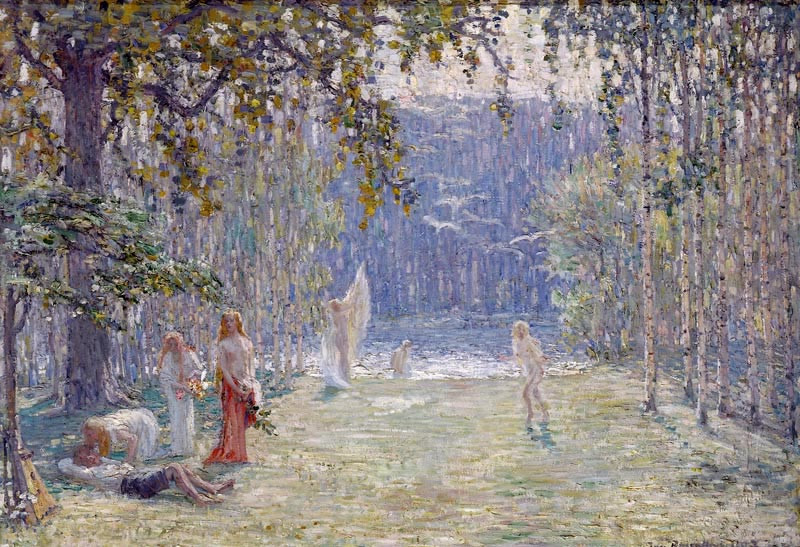
Дочери Солнца
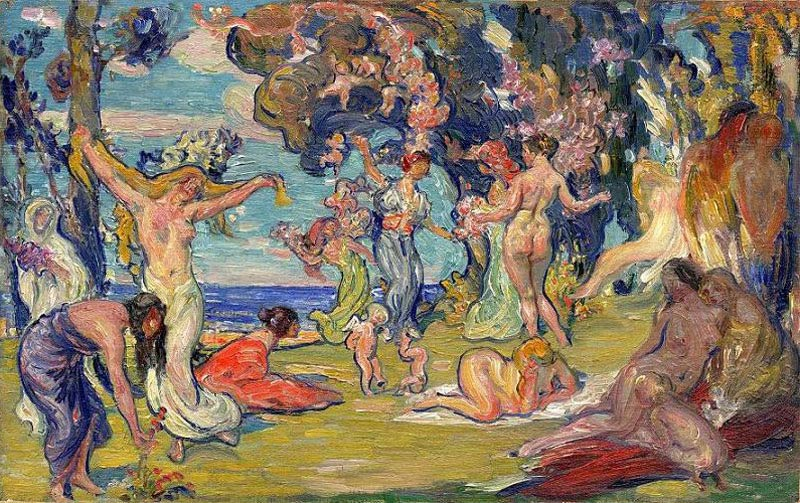
Аркадия
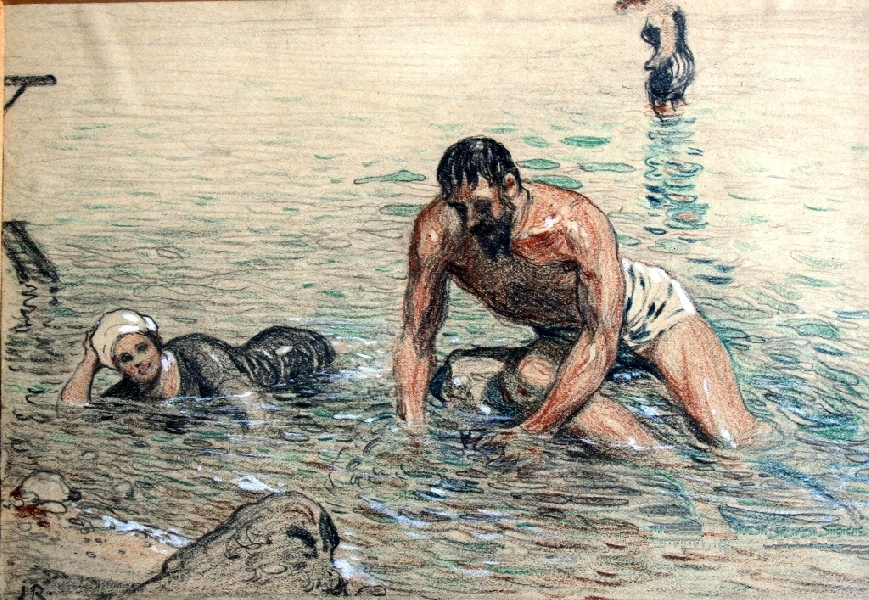
Пловец
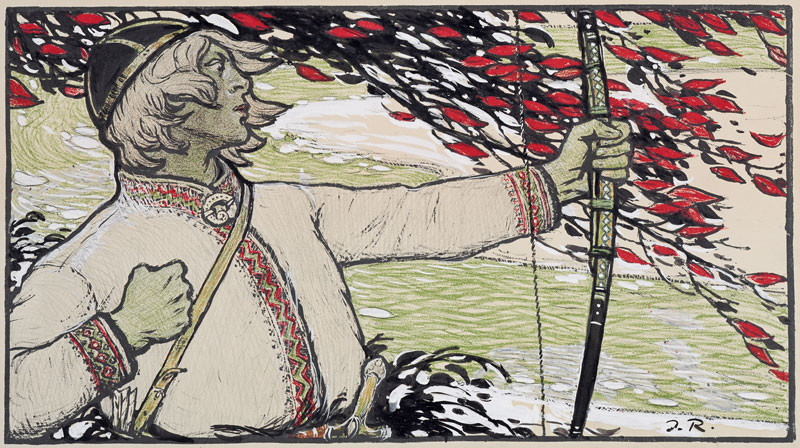
Стрелок
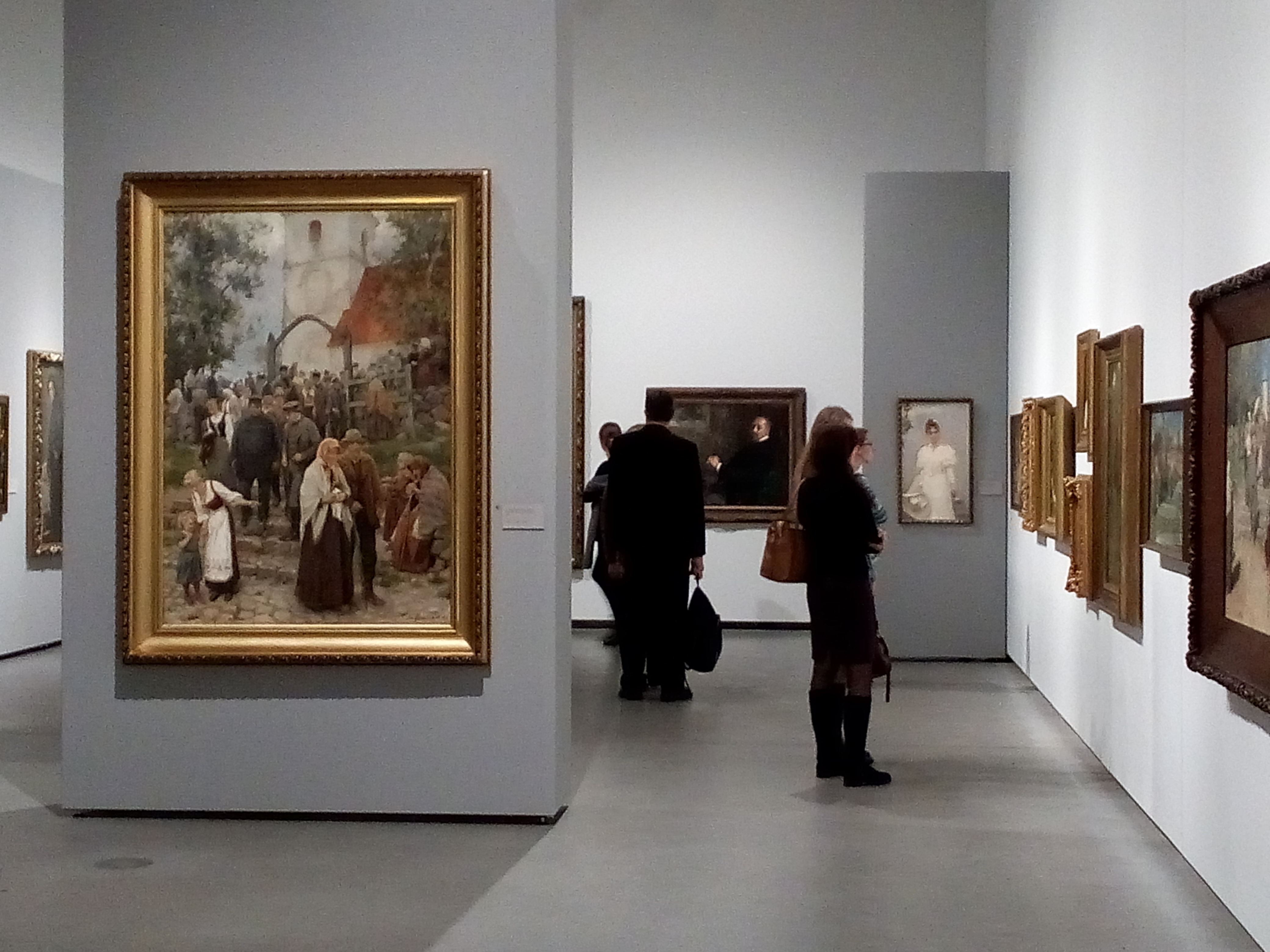
Выставка Яниса Розентался в Латвийском Национальном художественном музее. 2016 год
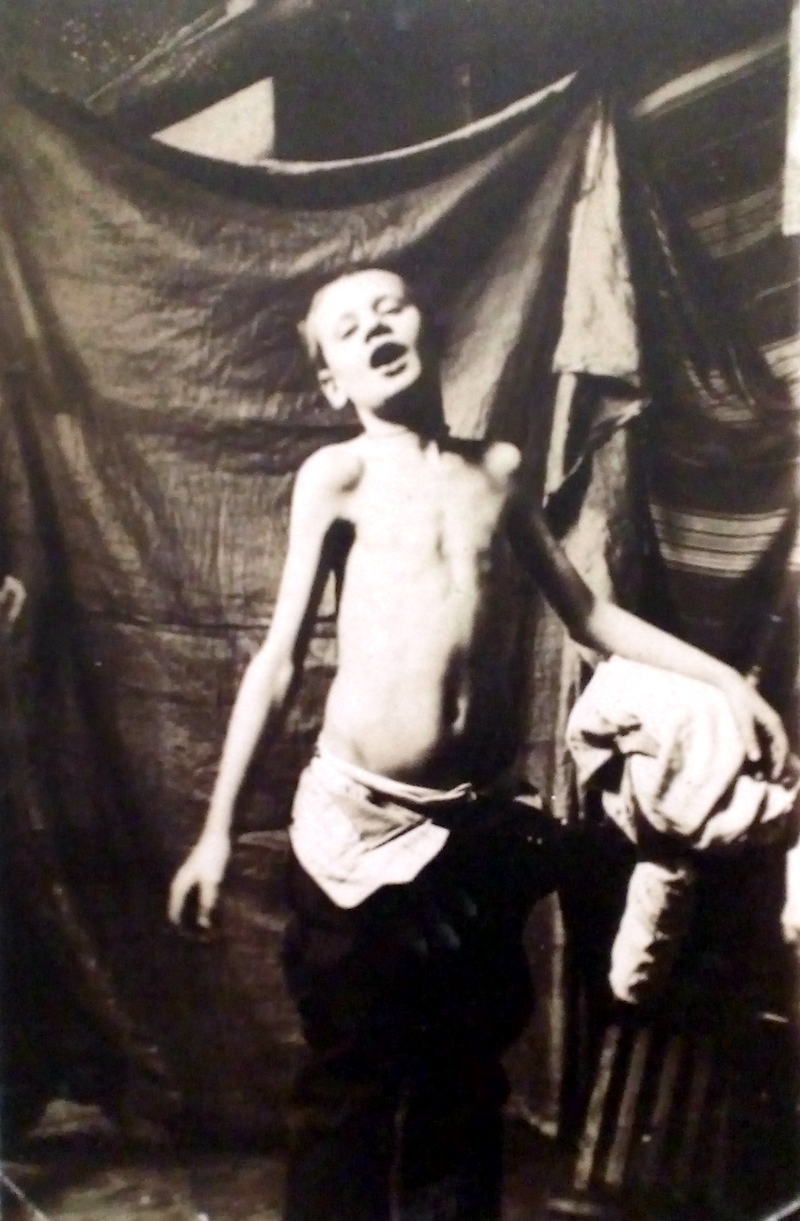
Фотография натурщика к картине «Ликующие дети»
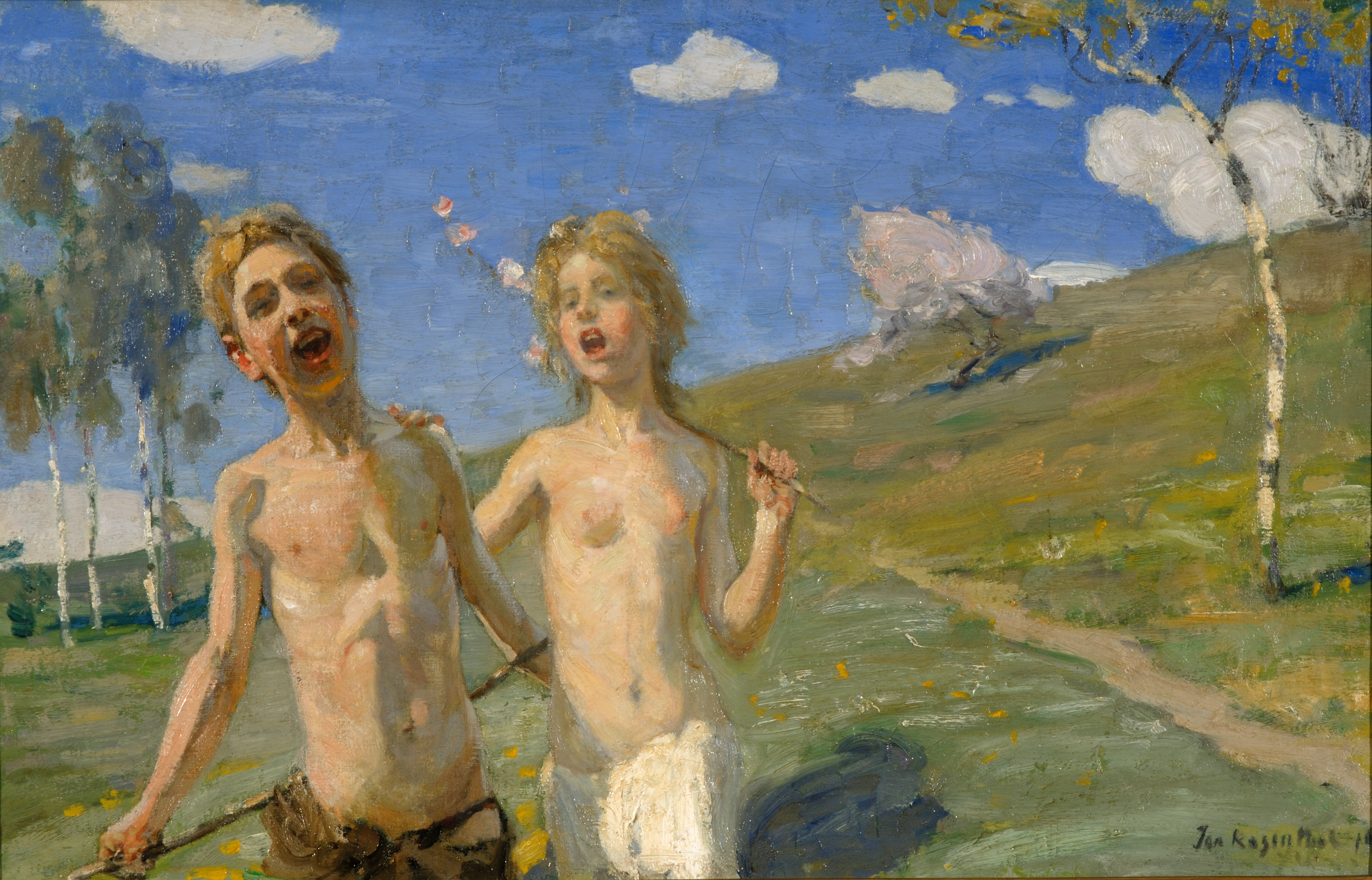
Ликующие дети, 1901